# Вішну Чатуранана
Вішну Чатуранана (з санскр.- Чотириликий Вішну) — бронзова скульптура індуїстського бога Вішну, датована ІХ століттям нашої ери.

## Опис
Цю багато оздоблену бронзову фігуру було знайдено поблизу Срінагару, Кашмір. Вона зображує Вішну, що стоїть в позі трібханга на прямокутному п'єдесталі. По обидва боки стоять його персоніфіковані атрибути: палиця по праву руку в образі богині Гада, а диск — у вигляді чоловіка зліва. Маленька фігурка богині землі Прітхви виступає із землі внизу, біля ніг Вішни. Центральна фігура Вішни має чотири обличчя: переднє людське, бокові являють собою морди лева і вепра, заднє — страшний образ бога. Його очі інкрустовані сріблом, тіло рясно покрито дорогоцінним камінням, волосся зібране у високу конічну зачіску, голову прикрашає трикутна корона.